# John Speed (martyr)
Pour les articles homonymes, voir Speed.
John Speed (alias Spence) (exécuté le 4 février 1594 à Durham est un laïc catholique anglais. 

## Biographie
Peu d'informations existent sur son histoire familiale. Nous ne savons pas s'il est issu d'une famille restée fidèle à l'Église catholique ou s'il est lui-même un converti au catholicisme. Son destin par contre est intimement lié à celui de Jean Boste, prêtre catholique dont il est l'homme de confiance et assure l'escorte et au couple Claxton. Laïc il appartient au réseau d'hommes et de femmes restés fidèles à la foi catholique qui vient en aide aux prêtres, une telle aide est alors punie de la peine capitale sous le règne d'Élisabeth Ire. Son rayon d'action est sa région de naissance, Durham. Il est arrêté chez les Claxton tout comme Jean Boste. Il lui est offert la vie sauve s'il abjure sa foi. Il refuse. Il est alors condamné à mort.

## Vénération
Reconnu martyr par l'Église catholique, John Speed est vénéré comme bienheureux. Il a été béatifié le 15 décembre 1929 par le pape Pie XI. Il est l'un des Cent sept martyrs d'Angleterre et du pays de Galles béatifié par ce dernier et est fêté le 4 février.